# Лілмен (Флорида)
Лілмен (англ. Lealman) — переписна місцевість (CDP) в США, в окрузі Пінеллас штату Флорида. Населення — 21 189 осіб (2020).

## Географія
Лілмен розташований за координатами 27°49′11″ пн. ш. 82°41′5″ зх. д. / 27.81972° пн. ш. 82.68472° зх. д. (27.819699, -82.684610).  За даними Бюро перепису населення США в 2010 році переписна місцевість мала площу 10,55 км², з яких 10,38 км² — суходіл та 0,17 км² — водойми.

## Демографія
Згідно з переписом 2010 року, у переписній місцевості мешкало 19 879 осіб у 8906 домогосподарствах у складі 4612 родин. Густота населення становила 1885 осіб/км².  Було 10584 помешкання (1003/км²).
Расовий склад населення:
| - 78,6 % — білих - 8,5 % — чорних або афроамериканців - 6,9 % — азіатів - 0,5 % — корінних американців - 0,1 % — вихідців з тихоокеанських островів - 2,6 % — осіб інших рас |

До двох чи більше рас належало 2,8 %. Частка іспаномовних становила 9,5 % від усіх жителів.
За віковим діапазоном населення розподілялося таким чином: 19,5 % — особи молодші 18 років, 63,2 % — особи у віці 18—64 років, 17,3 % — особи у віці 65 років та старші. Медіана віку мешканця становила 44,0 року. На 100 осіб жіночої статі у переписній місцевості припадало 98,7 чоловіків;  на 100 жінок у віці від 18 років та старших — 96,9 чоловіків також старших 18 років.
Середній дохід на одне домашнє господарство  становив 39 738 доларів США (медіана — 30 304), а середній дохід на одну сім'ю — 48 405 доларів (медіана — 34 929). Медіана доходів становила 30 923 долари для чоловіків та 31 544 долари для жінок. За межею бідності перебувало 29,1 % осіб, у тому числі 46,2 % дітей у віці до 18 років та 17,9 % осіб у віці 65 років та старших.
Цивільне працевлаштоване населення становило 8457 осіб. Основні галузі зайнятості: освіта, охорона здоров'я та соціальна допомога — 21,3 %, роздрібна торгівля — 14,2 %, науковці, спеціалісти, менеджери — 12,7 %.